# 内田ユキオ
内田 ユキオ（うちだ ユキオ、1966年 - ）は日本の写真家。新潟県両津市（現在の佐渡市）生まれ。
公務員を経て独学で写真を学びフリーに。
ライカによるモノクロのスナップから始まり、音楽や文学、映画などからの影響を強く受け、人と街の写真を撮り続けている。
執筆も手がけ、カメラ雑誌や新聞などにも寄稿。

## 著書
- 『ライカとモノクロの日々』
- 『いつもカメラが』

など。